# Saunders-Roe Nautical 5

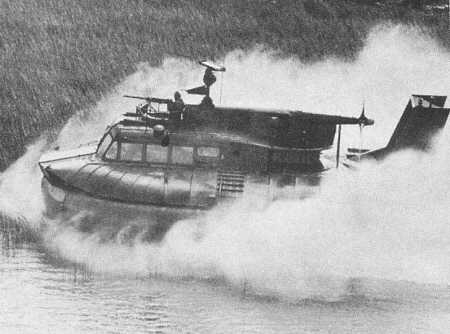
PACV (SK-5) de l'US Navy au Vietnam

Le Saunders-Roe Nautical 5 (SR.N5) est un aéroglisseur construit par Saunders-Roe qui effectue son premier vol en 1964.
Il a été le premier aéroglisseur de production construit dans le monde. Une variante plus tard "rallongée" de la SR.N5 a été produit en plus grand nombre que la SR.N6.
Quatorze SR.N5 ont été construits, sept d'entre eux par Bell Aerosystems sous licence pour les États-Unis sous le nom de Bell SK-5. Une partie de la production du SK-5 est devenu  des patrouilleurs militaires comme Patrol Air Cushion Vehicle (PACV). Au moins deux des Bell SK-5 ont été utilisés pour les tâches civils .

## Conception et développement
Le premier SR.N5 (001) a commencé les essais en mer en avril 1964 avec comme résultat une surface d'aileron augmentée et un système de conduite de l'air de plénum pour améliorer la maniabilité à basse vitesse

## Utilisation militaire
Quatre SR.N5 sont entrés en service à l'Interservice Hovercraft Trials Unit (Unité d'essais interservices des Hovercrafts) à RNAS Lee-on-Solent (HMS Daedalus) pour les essais et les missions opérationnelles. Utilisant des numéros de série d'avions militaires  XT492, XT493, XT657 et XW246, ils ont été déployés dans le Royaume-Uni, la Malaisie, la Thaïlande, le Yémen, la Libye et la Belgique. Deux ont ensuite été convertis en SR.N6.
Trois des Bell SK-5 ont vu le service au sein de l'United States Navy et trois autres avec l'armée américaine (United States Army) au Vietnam à la fin des années 1960.
Un SR.N5 a également été utilisé par le Sultanat de Brunei et par la Garde côtière canadienne.

## Caractéristiques
- Déplacement: 7,9 t maxi
- Longueur: 12,01 mètres
- Largeur: 6,93 mètres
- Hauteur (vol stationnaire) : 5,10 mètres
- Vitesse maxi: 70 nœuds (130 km/h)[2]
- Endurance maxi: 240 mille marin (450 km) (3 h 30 min) avec poids total de 7 tonnes
- Propulsion:  1 moteur Rolls-Royce "Gnome" de 671 kW (911 ch) pour la turbine de sustentation et de propulsion
- Chargement maxi: 3000 kg y compris l'équipage et le carburant
- Équipage: 2
- Passager: 16